# COSMARI
Il COSMARI, acronimo di Consorzio Obbligatorio Smaltimento Rifiuti, fu il primo consorzio delle Marche ad inserirsi nella riorganizzazione regionale e provinciale stabilita dal Decreto Ronchi. Esso è costituito come un consorzio di comuni, di cui sono soci i 55 comuni della Provincia di Macerata.
Il COSMARI deriva a sua volta dal Con.Sma.Ri, che, fondato con decreto prefettizio prot. n. 3752/1 del 20 ottobre 1976, vedeva come partecipanti al progetto, i comuni di Colmurano, Corridonia, Loro Piceno, Mogliano, Petritoli, Pollenza, Ripe San Ginesio, Tolentino ed Urbisaglia con l'intento di fornire a questi comuni un servizio di trasporto e smaltimento dei rifiuti.